# Never Gonna Cry Again
Never Gonna Cry Again – singel brytyjskiego duetu Eurythmics, wydany w 1981 roku.

## Ogólne informacje
Był to pierwszy singel w karierze zespołu Eurythmics. Został wydany tylko w Wielkiej Brytanii, nie odnosząc tam większego sukcesu. Na stronie B singla wydano nagranie „Le Sinistre”. Oba utwory są utrzymane w stylu nowofalowym.
Zdjęcie na okładkę singla zostało stworzone na podbieństwo gargulca.

## Teledysk
Do utworu „Never Gonna Cry Again” nakręcono surrealistyczny teledysk, przedstawiający Annie Lennox kroczącą po plaży w czerwonej sukni. Kręcony był on w lutym 1981, na południowym wybrzeżu Anglii. Wystąpili w nim niemieccy muzycy Holger Czukay i Jaki Liebezeit z krautrockowego zespołu Can, którzy mieli wkład w nagranie utworu. Wideoklip ten nie był emitowany w żadnej stacji muzycznej.

## Pozycje na listach przebojów
| Kraj            | Pozycja |
| --------------- | ------- |
| Wielka Brytania | 63      |